# Haarby Kommune
Haarby Kommune i Fyns Amt blev dannet ved kommunalreformen i 1970. Ved strukturreformen i 2007 blev den indlemmet i Assens Kommune sammen med Glamsbjerg Kommune, Tommerup Kommune, Vissenbjerg Kommune og Aarup Kommune.

## Tidligere Kommuner
Haarby Kommune blev dannet inden kommunalreformen ved frivillig sammenlægning af 4 sognekommuner:
| Kommune   | Folketal september 1965 | Byer     |
| --------- | ----------------------- | -------- |
| Dreslette | 1.144                   | Snave    |
| Helnæs    | 381                     |          |
| Hårby     | 2.741                   | Haarby   |
| Jordløse  | 997                     | Jordløse |
| I alt     | 5.263                   |          |

## Sogne
Haarby Kommune bestod af følgende sogne, alle fra Båg Herred undtagen Jordløse, der hørte til Sallinge Herred:
- Dreslette Sogn
- Helnæs Sogn
- Hårby Sogn
- Jordløse Sogn

## Byer
| Kommunens største byer |          |                   |
| Nr                     | By       | Indbyggere (2025) |
| 1                      | Haarby   | 2.533             |
| 2                      | Jordløse | 318               |
| 3                      | Snave    | 212               |

## Borgmestre[3]
| Navn           | Parti                       | Periode   |
| -------------- | --------------------------- | --------- |
| Viggo Andersen | Venstre                     | 1970-1982 |
| Børge Jensen   | Venstre                     | 1982-1998 |
| Ole Møller     | Det Konservative Folkeparti | 1998-2006 |